# Kronengruppe

Stammgruppe und Kronengruppe in einem abstrakten Beispiel

Kronengruppe ist ein Begriff aus der phylogenetischen Systematik und bezeichnet eine Klade, an deren Basis der letzte gemeinsame Vorfahr aller rezenten Taxa dieser Klade steht. Neben besagten rezenten Taxa gehören nur jene fossilen Vertreter zur Kronengruppe, die ebenfalls auf diesen letzten gemeinsamen Vorfahren zurückgehen.

## Stammgruppe
Als Stammlinie oder Stammgruppe bezeichnet man die paraphyletische Vorfahrengruppe einer Kronengruppe, der alle fossilen Taxa angehören, die näher mit dieser Kronengruppe als mit jeder anderen rezenten Gruppe verwandt sind, jedoch nicht zur Kronengruppe selbst gehören. So gehören beispielsweise die Nichtvogeldinosaurier, die Flugsaurier und die Silesauriden zur Stammgruppe der Vögel, da die Vögel mit ihnen einen letzten gemeinsamen Vorfahren haben, der jünger ist als der letzte gemeinsame Vorfahr mit ihren nächsten heute lebenden Verwandten, den Krokodilen.

## Pan-Gruppe
Kronengruppe und Stammgruppe zusammen bilden die wiederum monophyletische Pan-Gruppe (engl. auch total group). So bilden die rezenten Säugetiere die Synapsiden-Kronengruppe, die Nicht-Säugetier-Therapsiden bilden zusammen mit den Pelycosauria die Säuger-Stammgruppe und die Synapsida als solche die Pan-Gruppe.